# Mehmed III.
Mehmed III (26. svibnja 1566. – 22. prosinca 1603.) je postao osmanski sultan nakon smrti oca Murata III. 15. siječnja 1595. godine.
On je posljednji sultan koji po starom turskom običaju pogubljuje svoju braću pri stupanju na prijestolje. Tijekom druge godine njegove vladavine počinje rat s Austrijom koji će biti prepušten sljedećem sultanu.
Imao je 2 supruge i jednu konkubinu.
Sultanija Handan  (tur. Handan Valide Sultan):
Princ (Sultan) Ahmed I-.(18. travnja 1590. - 22. studenog 1617. ),
Princ Selim:-(1592-1594)
Sultanija Ezru-(nepoznat datum)
Sultanija Halime:
Princ (sultan) Mustafa I. (osmanski: مصطفى الأول) (1591. - 20. siječnja 1639.),
Sultanija Dilruba-(Manisa 1594-1623)
Princ Mahmud-(Manisa 1584-1603 Istanbul)
Sultanija Helena:
Princ Yahya  (1585. – 1649.)
Mehmed III. je bio jedan od posljednjih sultana tijekom čije vladavine se Osmansko carstvo širilo. Nakon njega počinje teritorijalno propadanje Carstva koje više neće biti zaustavljeno.
Naslijedio ga je sin Ahmed I.
| Prethodnik: | Vladar Osmanskog Carstva (1595. – 1603.) | Nasljednik: |
| Murat III.  | Vladar Osmanskog Carstva (1595. – 1603.) | Ahmed I.    |